# Tranquilino Mello
Florencio Tranquilino Mello González, conocido como Tranquilino Mello, (nacido el 14 de marzo de 1922 - ¿fallecido en Paraguay?) fue un futbolista paraguayo. Jugó de delantero en Rosario Central de Argentina. Disputó 17 partidos y convirtió 2 goles. Debutó en el Canalla en 1943.

## Trayectoria

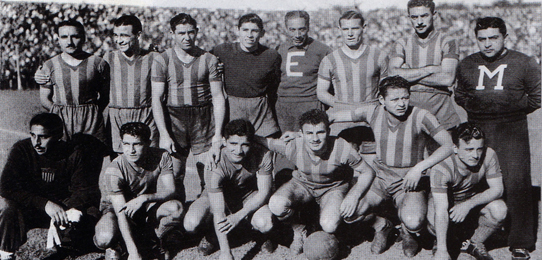
Rosario Central 1943. Parados: José Casalini, Tranquilino Mello, Pedro Perucca, Héctor Ricardo, Enrique Palomini (entrenador), Alfredo Fógel, Rodolfo De Zorzi; hincados: Bernardo Vilariño, Antonio Funes, Rubén Bravo, Waldino Aguirre, Rubén Marracino.

Su primer partido con la casaca canalla fue el 23 de mayo de 1943, ante Ferro Carril Oeste. En la fecha siguiente convirtió su primer gol en el club; fue ante Racing, anotando el primero en la victoria 2-0. Siguió en la Academia hasta 1945.

### Estadísticas por torneo en Rosario Central
| Año  | Torneo                        | PJ | Goles |
| ---- | ----------------------------- | -- | ----- |
| 1943 | Primera División de Argentina | 4  | 1     |
|      | Copa de la República          | 1  | 0     |
| 1944 | Primera División de Argentina | 1  | 0     |
|      | Copa de Competencia Británica | 1  | 0     |
| 1945 | Primera División de Argentina | 9  | 0     |
|      | Copa de Competencia Británica | 1  | 1     |

## Clubes
| Club            | País      | Año     |
| --------------- | --------- | ------- |
| Rosario Central | Argentina | 1943-45 |
| Unión           | Argentina | 1946-48 |

## Selección nacional
Ha sido internacional con la Selección de fútbol de Paraguay.Disputó el Campeonato Sudamericano 1942.

### Participaciones en la Copa América
| Copa                         | Sede    | Resultado     | Partidos Jugados | Goles |
| ---------------------------- | ------- | ------------- | ---------------- | ----- |
| Campeonato Sudamericano 1942 | Uruguay | Cuarto puesto | 1                | 0     |

#### Detalle de partidos jugados
| Fecha      | Estadio    | Rival   | Resultado |
| ---------- | ---------- | ------- | --------- |
| 28-01-1942 | Centenario | Uruguay | 1-3       |